# Tairō
Tairō (jap. 大老) war ein Rang in der Regierung des Tokugawa-Shogunats. Der Titel wird auch als Regent übersetzt.

## Die fünf Regenten
Toyotomi Hideyoshi setzte einen Rat der Fünf Regenten (Tairō) für seinen Sohn, Hideyori, bis zu dessen Volljährigkeit zu regieren. Hideyoshi wählte seine fünf mächtigsten Daimyo: Ukita Hideie, Maeda Toshiie, Uesugi Kagekatsu, Mōri Terumoto und den Tokugawa Ieyasu. Kobayakawa Takakage war auch als Regent vorgesehen, starb aber noch vor Hideyoshi selbst. Hideyoshi hoffte, dass die Macht der Ratsmitglieder sich gegenseitig neutralisieren würde, doch beinahe sofort nach Hideyoshis Tod 1598 teilten sich die Regenten in zwei Lager, ein „westliches“, angeführt von Ishida Mitsunari, und ein „östliches“, angeführt von Tokugawa Ieyasu. Offener Krieg brach erst Mitte 1600 aus. Dieser endete mit der Schlacht von Sekigahara mit einem Sieg der östlichen Daimyo.
Tokugawa Ieyasu nahm den Titel eines Shogun an.

## Tairō unter den Tokugawa
In der Edo-Zeit waren die höchsten Minister unter dem Shogun üblicherweise die Rōjū, doch zu bestimmten Zeiten wurde über den Rōjū ein Tairō eingesetzt. Wiederbelebt wurde der Titel des Tairō unter den Tokugawa 1632 mit der Ernennung Ii Naotakas. Am Anfang gab es noch mehrere Tairō, ab 1680 wurde der Rang dann nur noch an eine Person verliehen. Über längere Zeiträume blieb die Stelle auch unbesetzt.
Der Tairō hatte dabei keine alltäglichen Verwaltungsaufgaben im Hyōjōsho, der Versammlung der Rōjū, dem höchsten administrativen und judikativen Gremium im Shōgunat. Stattdessen war es seine Aufgabe, an wichtigen Entscheidungen teilzuhaben und dem Gremium vorzustehen, wenn dies notwendig war. Alle Tairō der Edo-Zeit waren jeweils das Oberhaupt einer von vier Familien, die alle zu den Fudai-Daimyō gehörten.
Zum Anfang der Edo-Zeit wurde das Amt des Tairō an erfahrene, langgediente Rōjū vergeben, die entweder Nahe Verwandte von Tokugawa Ieyasu waren, wie Matsudaira Sadakatsu und Matsudaira Tadaakira, oder wie Ii Naotaka und Sakai Tadayo bereits unter Toyotomi Hideyoshi dienten. So lässt es sich als Ehrenamt für Fudai-Daimyō verstehen, es gab jedoch auch einige, wie Sakai Tadakiyo und Ii Naosuke, die es als Machtposition zu nutzen wussten.
Die vier Familien, auf die das Tairō-Amt beschränkt war, waren die Sakai, Doi, Ii und Hotta. Es gab zwar auch andere Fudai mit einem Einkommen von 100.000 Koku und mehr, die einen ähnlichen Posten verliehen bekamen, diese wurden dann allerdings als Tairō-kaku, „im Tairō-Rang“ bezeichnet. Ein Beispiel ist Yanagisawa Yoshiyasu.
Von den Tairō wurden zwei im Amt getötet. Hotta Masatoshi wurde 1684 von seinem Vetter, dem Wakadoshiyori Inaba Masayasu in der Burg Edo getötet. 1860, in der Bakumatsu-Zeit, wurde Ii Naosuke vor dem Sakurada-Tor von Ronin aus Mito und Satsuma getötet.

## Liste der Tairō
| Name            | Kanji                 | Vorherige Position           | Amtszeit            | Amtszeit (japanischer Kalender)                                  | Folgende Position | Lehen (Provinz)   |
| --------------- | --------------------- | ---------------------------- | ------------------- | ---------------------------------------------------------------- | ----------------- | ----------------- |
| Ii Naotaka      | 井伊 直孝             | —                            | um 1632– ?          | um Kan'ei 9 - ?                                                  | —                 | Hikone (Ōmi)      |
| Sakai Tadayo    | 酒井 忠世             | —                            | 1636                | Kan'ei 13/3/12 - Kan'ei 13/3/19                                  | Tod               | Maebashi (Kōzuke) |
| Doi Toshikatsu  | 土井 利勝             | Rōjū                         | 1638–1644           | Kan'ei 15/11/7 - Shōhō 1/7/10                                    | Tod               | Koga (Shimousa)   |
| Sakai Tadakatsu | 酒井 忠勝             | Rōjū                         | 1638–1656           | Kan'ei 15/11/7 - Meireki 2/5/26                                  | Ruhestand         | Obama (Wakasa)    |
| Sakai Tadakiyo  | 酒井 忠清             | Rōjū                         | 1666–1680           | Kanbun 6/3/29 - Enpō 8/12/9                                      | Ruhestand         | Maebashi (Kōzuke) |
| Ii Naozumi      | 井伊 直澄             | Tamari-no-mazume             | 1668–1676           | Kanbun 8/11/19 - Enpō 4/1/3                                      | Rücktritt         | Hikone (Ōmi)      |
| Hotta Masatoshi | 堀田 正俊             | Rōjū                         | 1681–1684           | Tenna 1/12/11 - Jōkyō 1/8/28                                     | Ermordet          | Koga (Shimousa)   |
| Ii Naooki       | 井伊 直興 / 井伊 直該 | Tamari-no-mazume / Ruhestand | 1697–1700 1711–1714 | Genroku 10/6/13 - Genroku 13/3/2 Shōtoku 1/2/13 - Shōtoku 4/2/13 | Ruhestand         | Hikone (Ōmi)      |
| Ii Naoyuki      | 井伊 直幸             | Tamari-no-mazume             | 1784–1787           | Tenmei 4/11/28 - Tenmei 7/9/1                                    | Rücktritt         | Hikone (Ōmi)      |
| Ii Naoaki       | 井伊 直亮             | Tamari-no-mazume             | 1835–1841           | Tempō 6/12/28 - Tempō 12/5/1                                     | Rücktritt         | Hikone (Ōmi)      |
| Ii Naosuke      | 井伊 直弼             | Tamari-no-mazume             | 1858–1860           | Ansei 5/4/23 - Man'en 1/3/3                                      | Ermordet          | Hikone (Ōmi)      |
| Sakai Tadashige | 酒井 忠績             | Tamari-no-mazume, Genrōju    | 1865                | Genji 2/2/1 - Keiō 1/11/12                                       | Hausarrest        | Himeji (Harima)   |

1. ↑  Tamari-no-mazume (溜間詰): Titel, der an üblicherweise Rōjū im Ruhestand verliehen wurde.
2. ↑  Ii Naooki änderte das 2. Zeichen seines Namens zwischen seiner ersten und zweiten Amtszeit.